# Rhynchostruthus percivali
Rhynchostruthus percivali (лат.) — вид птиц из семейства вьюрковых. Подвидов не выделяют.

## Таксономия
Некоторыми специалистами все еще включается в качестве подвида в состав Rhynchostruthus socotranus, но согласно последним исследованиям это отдельный вид птиц.

## Название
Видовое название присвоено в честь британского орнитолога Артура Блэйни Персиваля (Arthur Blayney Percival (1875—1941).

## Распространение
Обитают в юго-западной части Саудовской Аравии, на западе и востоке Йемена, а также в юго-западной части Омана.

## Описание
Длина тела 14-15 см. Самцы в целом серо-коричневые с чёрным клювом. Голова коричневая, с темно-серой маской и белыми щеками. Большие ярко-желтые пятна на крыльях и хвосте. Самки похожи на самцов, но несколько тусклее, а молодые особи довольно полосатые и не имеют характерного для взрослых птиц рисунка на голове.

## Биология
Питаются разнообразными семенами, почками и плодами, в основном молочаями (особенно Euphorbia schimperi, но также и Euphorbia ammak), Ziziphus и Juniperus procra. Кормятся в кустах, на деревьях и на земле. Акробатически крутятся, тянутся вниз, свешиваясь вверх ногами, напоминая этим попугаев (Psittacidae), дотягивающихся до фруктов. Всасывают жидкие части плодов Euphorbia schimperi и извлекают мелкие семена. В Омане собирают ягоды Commiphora habessinica и выдавливают мясистые плоды в клюве, удаляя внешнюю мякоть, покачивая головой и съедая семена целиком. Кормятся в одиночку, парами и небольшими группами.
Строят гнездо и затем кормят птенцов самец и самка совместно.